# Daria Dudkiewicz-Goławska
Daria Maria Dudkiewicz (ur. 18 grudnia 1985) – polska pilot balonowa i przedsiębiorca. Członek Aeroklubu Leszczyńskiego. Mistrzyni Polski (2016) i Mistrzyni Świata (2018).

## Życiorys
Pochodzi z Krzemieniewa w województwie wielkopolskim. Absolwentka dziennikarstwa i komunikacji społecznej na Uniwersytecie Wrocławskim. Razem z rodzicami prowadzi w Krzemieniewie (2019) sklep spożywczy i firmę galwanotechniczną. Jako licealistka w 2003 roku została obserwatorem podczas zawodów balonowych w Lesznie. Od 2002 roku ma licencję pilota balonu wolnego, a od 2016 roku uprawnienia instruktorskie. Jest członkiem kadry narodowej.
Mąż Grzegorz Goławski również lata balonem.

## Wybrane osiągnięcia sportowe
- 2022 : 31st Enea Leszno Balloon Cup w Lesznie, Polska – 7. miejsce[7]
- 2018 : 14. Puchar Balonów na Ogrzane Powietrze w Nałęczowie, Polska – 5. miejsce[8]
- 2018 : 3. Mistrzostwa Świata Kobiet w Balonach na Ogrzane Powietrze (3rd FAI Womens World Hot Air Balloon Championship) w Nałęczowie, Polska – 1. miejsce[9]
- 2018 : XIX Międzynarodowe Górskie Zawody Balonowe w Krośnie – 5. miejsce[10]
- 2017 : 4. Puchar Europy Kobiet w Balonach na Ogrzane Powietrze  w Lesznie, Polska – 9. miejsce[11]
- 2017 : Lake & Sky Vilmesta Cup w Vilmesta, Litwa – 4. miejsce[12]
- 2017 : Mistrzostwa Słowenii 2017(Slovenian Open National Championship 2017) w Murska Sobota, Słowenia – 3. miejsce[13]
- 2016 : XXV Balonowy Puchar Leszna – 10. miejsce[14]
- 2016 : IX Balonowe Mistrzostwa Polski Kobiet w Nałęczowie – 1. miejsce[15]
- 2016 : 2. Mistrzostwa Świata Kobiet w Balonach na Ogrzane Powietrze FAI w Birsztanach, Litwa, 2016 – 16. miejsce[16]